# Каваларис
Каваларис (грч. Καβαλλάρης) је насељено место у општини Кукуш у периферији Средишња Македонија, Грчка. Према попису из 2021. године било је 25 становника.
Према бугарском географу и историчару, Василу Канчову, у Каваларису је 1900. године живело 150 Турака и 84 Рома. Године 1924. турско становништво је принудно исељено у Турску а на њихово место су насељене грчке избегличке породице из Турске (насељавање почело после Првог светског рата). На попису из 1928. године Каваларис је имао 153 становника. Село се раније звало Атли.